# 1389 Onnie
1389 Onnie eller 1935 SS1 är en asteroid i huvudbältet som upptäcktes den 28 september 1935 av den holländske astronomen Hendrik van Gent i Johannesburg. Den har fått sitt namn efter den nederländske astronomen Gerrit Pels svägerska, A. Kruyt.
Asteroiden har en diameter på ungefär 13 kilometer och den tillhör asteroidgruppen Koronis.